# 211374 Anthonyrose
211374 Anthonyrose è un asteroide della fascia principale. Scoperto nel 2002, presenta un'orbita caratterizzata da un semiasse maggiore pari a 2,6296073 UA e da un'eccentricità di 0,1335685, inclinata di 12,92292° rispetto all'eclittica.